# Amálie Janáčková
Amálie Janáčková (nascuda Grulichová, Příbor, 13 d'abril de 1819 - Hukvaldy, 16 de novembre de 1884) va ser la mare del compositor Leoš Janáček.

## Biografia
Va néixer l'any 1819 a Příbor a la família acomodada de Karel Grulich i Kateřina, nascuda Wisnars.
El 24 de juliol de 1838 es va casar amb Jiří Janáček. Es va traslladar amb ell al poble veí de Hukvaldy el 1848, on Jiří Janáček va obtenir una plaça de professor. Va viure durant 10 anys en un edifici escolar local en ruïna. Ella i Jiří Janáček van criar 14 fills, 4 dels quals van morir en la infància. Jiří Janáček va patir reumatisme i va morir el 1866. Després de la mort del seu home, Janáčková va guanyar diners extra tocant l'orgue a l'església de Sant Maximilià. Després de l'arribada d'un nou mestre, va haver de viure en diferents llocs amb familiars.
Al final de la seva vida, va tornar amb la seva filla Josefa a Hukvaldy, on va sucumbir a un càncer d'estómac el 16 de novembre de 1884. Va ser enterrada a la tomba familiar de Rychaltice, les restes de la qual van ser traslladades més tard a Hukvaldy, quan aquesta població va tenir el seu propi cementiri ell 1910.